# Zbigniew Dąbrowski (entomolog)
Zbigniew Tadeusz Dąbrowski (ur. 30 maja 1942 w Nowych Mursach) – polski entomolog.

## Życiorys
W 1964 ukończył studia w Wydziale Ogrodnictwa Szkole Głównej Gospodarstwa Wiejskiego w Warszawie, w 1968 obronił doktorat, w 1974 habilitował się, w 1975 został docentem. W 1984 został profesorem nadzwyczajnym, a w 1988 profesorem tytularnym SGGW-AR. W latach 1972–1979 przewodniczył Sekcji Entomologii Rolniczej Polskiego Towarzystwa Entomologicznego, od 1975 do 1979 był prodziekanem Wydziału Ogrodniczego SGGW. W 1979 wyjechał do Kenii, gdzie był Programme Leader International Centre of Insect Physiology and Ecology. Od 1982 do 1989 pracował w Principal Maize Entomologist International Institute of Tropical Agriculture w Nigerii, a następnie powrócił na trzy lata do Kenii. W 1993 został Chief Technical Adviser FAO Integrated Pest Management Program w Sudanie i pełnił tę funkcję do 1997. Od 1969 jest związany naukowo z Uniwersytetem Przyrodniczo-Humanistycznym w Siedlcach, gdzie został w 2016 uhonorowany tytułem doktora honoris causa.

## Praca naukowa
Zbigniew Dąbrowski specjalizuje się w entomologii i akarologii stosowanej, prowadzi badania nad grupami owadów: Homoptera (Bemisia, Empoasca, Cicadulina), Lepidoptera (Chilo, Maruca, Sesamia, Busseola i Eldana) oraz roztoczy Acarina (Tetranychidae, Phytoseiidae). Zajmuje się behawioralnymi i fizjologicznymi powiązaniami pomiędzy wybranymi gatunkami przędziorków i owadów a roślinami. Interesują go mechanizmy odmianowej odporności roślin na szkodniki, integrowane programy ochrony warzyw, pszenicy i bawełny. Zajmował się opracowaniem metod i technik masowych hodowli owadów dla hodowli odpornościowej, metodyką selekcji odpornych krzyżówek prosa, kukurydzy i płażenicy. Opisał dwa gatunki, jeden gatunek nazwano jego imieniem.
Dorobek naukowy obejmuje ponad sto publikacji naukowych i jeden podręcznik, jest współautorem sześciu książek i redaktorem ośmiu wydań zwartych.

## Nagrody i odznaczenia
- Nagroda zespołowa II stopnia MRLiGZ (1978);
- King Baudouin Award (1986).